# استار ایست ایرلاینز
استار ایست ایرلاینز (انگلیسی: Star East Airline) شرکت هواپیمایی رومانیایی است، که در سال ۲۰۱۶ تأسیس شد.